# Здание Императорской Публичной библиотеки
Главное здание или Комплекс зданий на Невском проспекте Российской национальной библиотеки протянулся от угла Садовой улицы и Невского проспекта до угла площади Островского и переулка Крылова.
Несмотря на то, что комплекс сооружений зрительно воспринимается как единое строение, в действительности он представляет собой четыре самостоятельных здания, которые возводились порознь в разное время.
Первым был возведен Соколовский корпус на пересечении Невского проспекта и Садовой улицы. Позже со стороны площади Островского был построен корпус Росси, к которому затем были пристроены корпуса Собольщикова и Воротилова. Помимо четырёх основных корпусов по Садовой улице к комплексу зданий библиотеки примыкают Дом Балабина и Дом Крылова, которые в настоящее время также относятся к библиотеке.

## Корпус Соколова
Императорская Публичная библиотека была основана 16 (27) мая 1795 года высочайшим повелением Екатерины II. Первым зданием библиотеки стало здание, расположенное на углу Невского проспекта и Садовой улицы. Это было первое здание в России приспособленное специально для нужд библиотеки. Библиотека изначально планировалась в качестве как книгохранилища, так и в качестве общедоступного «источника народного просвещения».
Уже через два дня начались подготовительные работы перед строительством: объявлены торги, приобретены строительные материалы, наняты работные люди, отпущены средства из казны для оплаты расходов. В июне того же года началась сама стройка. В июле 1796 года Екатерина II утвердила архитектурный проект Егора Соколова.
Первоначально строительство велось под непосредственным наблюдением императрицы. Известно, что Екатерина предложила дополнить здание библиотеки обсерваторией. Для её оборудования Екатерина приобрела телескоп английского астронома У. Гершеля.
Однако, после смерти Екатерины строительство велось с перебоями. В 1799—1801 годах производилась наружная и внутренняя отделка, на здании и в нишах по фасаду были установлены статуи и бюсты из пудожского камня работы А. Трискони по моделям И. П. Прокофьева. На колоннаде главного фасада были поставлены шесть статуй античных писателей и ученых.
С 1801 года отделку библиотеки, по проекту Соколова, продолжил архитектор Л. И. Руска. Отделкой отдельных помещений библиотеки занимался архитектор А. Н. Воронихин. Работы были закончены в 1812 году. К этому времени в арочных нишах нижнего этажа под полукруглыми окнами были пробиты прямоугольные окна. Здание было оштукатурено и окрашено в два цвета: стены — в серый, а колонны, тяги и карнизы — в белый.
Перед библиотекой ставилась задача собрать все книги, напечатанные в России, изданные за границей на русском языке, а также книги о России на иностранных языках (так называемая «Россика»).
Открытие Императорской публичной библиотеки состоялось 2 (14) января 1814 года. Библиотека была открыта для всех, независимо от социального положения.
В дни блокады библиотека не прекращала свою работу, ценой неимоверных усилий, в условиях нехватки топлива и электричества её сотрудники сохранили уникальные фонды библиотеки.
Сейчас в корпусе Соколова находятся читальный зал отдела рукописей, зал отдела рукописей, овальный зал отдела рукописей, выставочный зал отдела рукописей, зал русского книжного фонда, овальный зал русского книжного фонда.
Изображение корпуса Соколова использовано для оформления серебряной памятной монеты, выпущенной Банком России в 1995 году.

## Корпус Росси
В конце 1820-х годов возникла необходимость в расширении библиотеки. Генеральный план нового корпуса здания библиотеки, выходящего на площадь Островского, был создан К. И. Росси, а рабочий проект разработан А. Ф. Щедриным. Здание было возведено к 1828 году, а наружная отделка завершена в 1832 году.
Карлу Росси удалось не только сохранить корпус Соколова, но и вписать его в общую композицию библиотечного комплекса. Сохранилось членение по горизонтали, полуциркульные и прямоугольные окна, были использованы тот же ордер и основные декоративные элементы. В фасад корпуса Соколова Росси внёс отдельные изменения, но основной объём был сохранён. Таким образом удалось добиться архитектурного единства обоих строений.
Характерной особенностью здания стало органическое сочетание архитектурного и скульптурного убранства, что придавало всему комплексу библиотеки особую выразительность. Основой композиции фасада здания, обращенного к площади, стала колоннада ионического ордера, приподнятая, как и в старом корпусе, на массивный рустованный нижний этаж. На месте заделанных окон и ниш верхнего этажа был помещен скульптурный фриз. В центральной части дворового фасада место колонн были использованы пилястры. Дворовый фасад корпуса Соколова остался без изменений.
В оформлении здания активное участие принимал выдающийся российский скульптор В. И. Демут-Малиновский.
Он создал статую Минервы над фронтоном, фигуры Демосфена, Гиппократа, Эвклида и скульптурный фриз.
При разработке архитектурного проекта Росси учёл функциональные требования, предъявляемые к библиотеке — внутри здания были спланированы обширные, не загроможденные колоннами или пилонами залы и удобные проходы к шкафам. На втором этаже были помещены два двусветных зала, деревянные винтовые лестницы вели на галерею верхнего этажа.
По предложению А. Ф. Щедрина в новом корпусе библиотеки были смонтированы духовые печи, водопровод и канализация.
В настоящее время в корпусе Росси находятся: кабинет Фауста, библиотека Вольтера, библиотека Санкт-Петербургского шляхетного корпуса, отдел эстампов, Ларинский зал, зал Корфа, зал справочного обслуживания и электронных ресурсов.

### Кабинет Фауста
Кабинет Фауста или Готическая зала был построен и оборудован в средневековом стиле в 1857 году по проекту архитекторов И. И. Горностаева и В. И. Собольщикова.
В 1872 году кабинет Фауста описывался следующим образом:
… Пестро расписанные крестообразные своды плафона опираются на массивный серединный столп, составленный из четырех соединенных в одно колонн. Две стрельчатыя оконицы с своими розетками и трилистниками из цветного стекла; громадные шкафы, которых далеко выдающиеся карнизы поддерживаются витыми колонками, возвышаются до самаго свода; тяжелый стол и кресла, пюпитр для письма, какой можно видеть еще на старинных ксилографах, на нем часы с кукушкою для боя и арабский зеленый глобус с астролябиею, а сверху на невидимой нити спокойно парящий вампир, скамья для чтения книг, обложенных цепями: все, до неуклюжих растопыренных петель и запоров на боковых дверцах и до чернильницы, напоминает монастырскую библиотеку пятнадцатаго «типографскаго» столетия… Над капителями колонн средняго столба нарисованы красные гербы первых типографщиков — Фауста и Шеффера из Майнца, Зензеншмидта и Фриснера из Нюренберга, Тер-Гернена из Кёльна, Венцлера из Базеля …
Зал и в настоящее время напоминает европейскую монастырскую келью XV века. В центре зала находится статуя Гутенберга работы датского скульптора Б. Торвальдсена. Над капителями колонн надписи «здесь стоят первенцы типографского искусства», и «имя Иогана Гутенберга — изобретателя книгопечатания останется жить вечно» В кабинете два витражных окна, созданных в середине XIX в. мастеровыми людьми: столяром В. Власовым, слесарем А. Степановым и стекольщиком Поповым. Они являются редкими по сохранности образцами, относящимися к раннему периоду витражного искусства в С.-Петербурге.
В кабине Фауста хранятся инкунабулы — книги, изданные до 1501 года.

## Корпус Собольщикова
В середине XIX века в связи с большим наплывом читателей возникает необходимость в строительстве третьего корпуса библиотеки. В 1857 году проект нового читального зала на 200—250 мест был заказан В. И. Собольщикову. Перед началом разработки проекта архитектор с целью ознакомления посетил европейские библиотеки.
Строительство здания началось в июне 1860 года, а завершилось в сентябре 1862 года.
Новый читальный зал был удобнее предыдущих: более светлый, снабженный подъемными машинами для книг, шкафами и столами для справочной библиотеки и дополнительными помещениями для занятий художников и женщин-читательниц.
Помимо строительства нового корпуса Собольщиков выполнил частичную переделку уже существующих корпусов библиотеки. Корпус Собольщикова находится внутри комплекса зданий Российской национальной библиотеки и не виден с улиц.
В настоящее время в корпусе Собольщикова находится Ленинский читальный зал.

## Корпус Воротилова
В конце XIX века вновь возникла необходимость в расширении площади библиотеки. 30 ноября 1890 года император одобрил план и фасад постройки, которую решили разместить на Александрийской площади как пристройку к старому зданию. 1 сентября 1896 года состоялась закладка нового здания по проекту Е. С. Воротилова.
Новый корпус был возведен на площади в одну линию с корпусом Росси, однако его фасад, обработанный «под гранит», заметно отличается от стиля более раннего корпуса. Для единства восприятия построек Воротилов использовал единство масштабных соотношений и сходные элементы декора. В старом здании пробили вертикальные борозды для зрительного соединения обоих зданий. Корпуса соединили внутренней галереей.
Несмотря на усилия по созданию архитектурного единства комплекса зданий, новый корпус был сделан в другой стилистической манере — оно не столь гармонично, благодаря иным масштабным соотношениям кажется более тяжелым, лишенным изящества, характерного для построек эпохи классицизма. В определённой степени оно нарушает стилистическую целостность ансамбля площади, которую Росси планировал целиком, не предполагая возведения на ней ещё одной и к тому же достаточно протяженной постройки.
7 сентября 1901 года новый читальный зал на 400 человек был открыт для посетителей. Он соответствовал требованиям своего времени — 36 огромных двухъярусных окон обеспечивали хорошую освещенность, вентиляция — чистоту воздуха, окраска — не утомляющую глаз цветовую гамму. В аванзале, перед читальным залом, находилось справочное отделение с библиотекарем при нём.
В настоящее время в корпусе Воротилова находится универсальный читальный зал.

## Дом Балабина
До середины XIX века от корпуса Соколова по Садовой улице шла глухая каменная стена, которая ограждала обширный библиотечный двор. В середине XIX века генерал-лейтенантом П. И. Балабиным здесь был построен дом, в котором он открыл гостиницу и трактир. В Балабинской гостинице в 1859 году проживал историк Н. И. Костомаров. У него бывали Т. Г. Шевченко, Н. Г. Чернышевский. В Балабинском трактире, получившего неофициальное название литературной корчмы бывали А. Ф. Писемский, Н. А. Лейкин, И. Ф. Горбунов, П. И. Мельников-Печерский.
В 1874 году доходный дом был перестроен архитектором А. Ю. Новицким.
В конце XIX века в этом доме были размещены магазин обоев Царскосельской обойной фабрики и Санкт-Петербургская городская станция казённых железных дорог. В начале XX века тут помещались «Петроградское общество взаимного кредита» и банкирский дом «А. Ф. Филиппов и К». В 1918 году декретом советского правительства этот дом был передан Публичной библиотеке.
В настоящее время в доме располагается администрация библиотеки.

## Дом Крылова
«Дом Крылова» на Садовой улице, предположительно был построен в 1790-х годах и принадлежал казне. В 1796 году Павел I распорядился разместить здесь библиотеку братьев Залуских, привезённую из Варшавы после польской компании А. В. Суворовым.
Первый этаж этого здания сдавали в аренду книготорговцам, а на втором и третьем этаже располагались квартиры для сотрудников. В 1811 году в бесплатной казённой квартире из трёх комнат на 3-м этаже проживал принятый на должность помощника библиотекаря (без жалования) Николай Иванович Гнедич. Гнедича в его квартире посещали А. С. Пушкин, А. Н. Оленин, А. А. Дельвиг, К. Н. Батюшков.
В 1816—1841 годах на втором этаже дома проживал баснописец И. А. Крылов, а на третьем этаже квартировали будущий член Российской Академии М. Е. Лобанов, библиограф В. С Сопиков. На первом этаже помещались книжные и другие магазины, а в начале XX века здесь были конфекцион и магазин тканей «Северный торговый дом Эдуарда Дихтера», магазин фототоваров, а также книгоиздательство А. А. Каспари и редакция журнала для семейного чтения «Родина».
В настоящее время в здании размещаются структурные подразделения Российской национальной библиотеки: книжный салон, информационно-сервисный центр, конференц-зал, музыкальная гостиная и зал заседаний.

## Ремонт 2008 года
В 2008 году был произведён ремонт трёх залов библиотеки с уничтожением исторического декора.
Изменения коснулись трёх залов:
- Центральный зал (он же — зал Корфа),
- Зал литературы (Ларинский зал),
- Зал социально-экономической литературы.

В связи с этим было подписано открытое обращение петербуржцев, встревоженных исчезновением элементов декора и исторического библиотечного оборудования залов РНБ. В обращении подчёркивается, что было утеряно убранство первой половины XIX века, которое было ярким примером архитектурной и культурной традиции. Авторство интерьеров, по словам работников РНБ, принадлежало таким общепризнанным архитекторам, как К. И. Росси, А. Ф. Щедрин, А. Н. Оленин, М. А. Корф
Это обращение поддержали деятели культуры и искусства:
- директор Пушкинского Дома Всеволод Багно,
- писатель Яков Гордин,
- исполнительный директор Фонда имени Лихачёва Александр Кобак,
- члены Федерального совета по сохранению культурного наследия Олег Иоаннесян и Михаил Мильчик,
- член совета при Президенте РФ по содействию развитию институтов гражданского общества и правам человека профессор Александр Сунгуров,
- заслуженный деятель искусств РФ, редактор киностудии «Ленфильм» Фрижетта Гукасян

и другие.